# Le Pian-sur-Garonne
Le Pian-sur-Garonne ist eine französische Gemeinde mit 967 Einwohnern (Stand: 1. Januar 2022) im Département Gironde in der Region Nouvelle-Aquitaine (vor 2016 Aquitaine). Sie gehört zum Arrondissement Langon und zum Kanton L’Entre-deux-Mers. Die Einwohner werden Pianais genannt.

## Geographie
Le Pian-sur-Garonne liegt sieben Kilometer nordöstlich von Langon. Die Garonne begrenzt die Gemeinde im Südosten. Umgeben wird Le Pian-sur-Garonne von den Nachbargemeinden Saint-André-du-Bois im Norden, Saint-Pierre-d’Aurillac im Osten, Saint-Pierre-de-Mons im Süden, Saint-Macaire im Südwesten sowie Saint-Maixant im Westen. 

## Bevölkerungsentwicklung
| Jahr                       | 1962 | 1968 | 1975 | 1982 | 1990 | 1999 | 2008 | 2020 |
| Einwohner                  | 417  | 429  | 432  | 460  | 517  | 609  | 653  | 940  |
| Quellen: Cassini und INSEE |      |      |      |      |      |      |      |      |

## Sehenswürdigkeiten
- Kirche Notre-Dame
- Kapelle Bas-Pian
- Schloss und Domäne Bellecroix aus dem 17. Jahrhundert, seit 2001 Monument historique

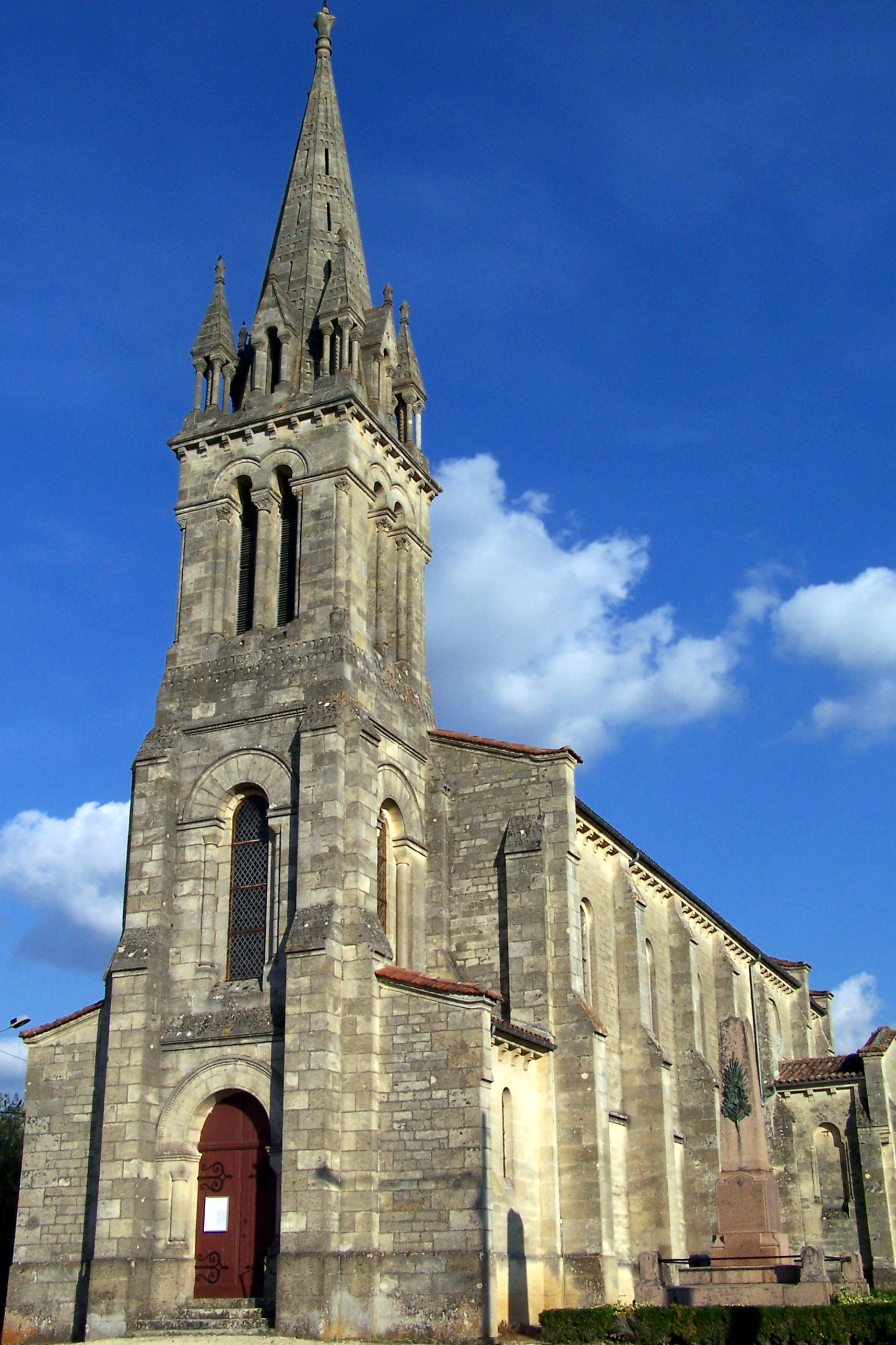
Kirche Notre-Dame
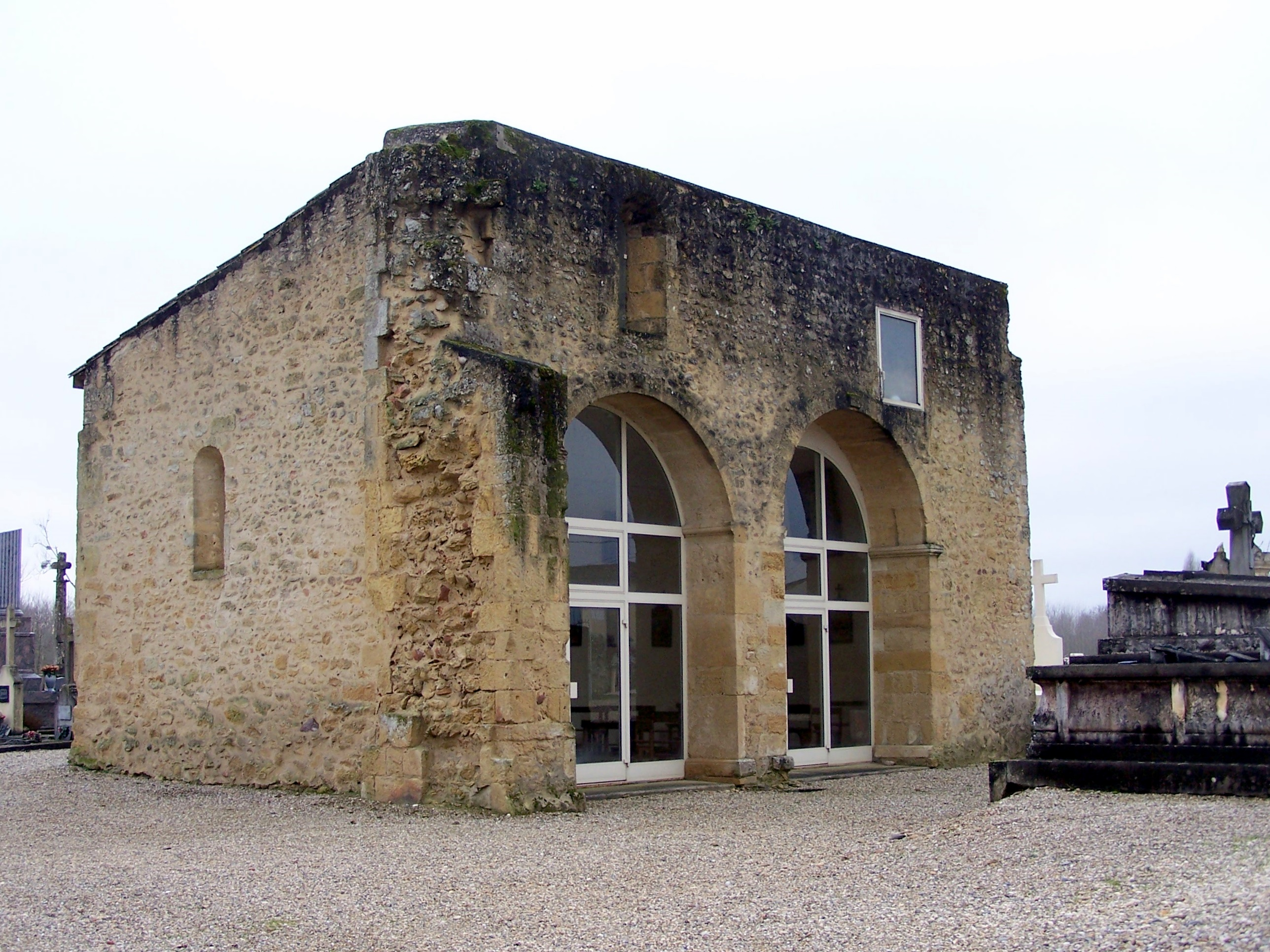
Kapelle Bas-Pian
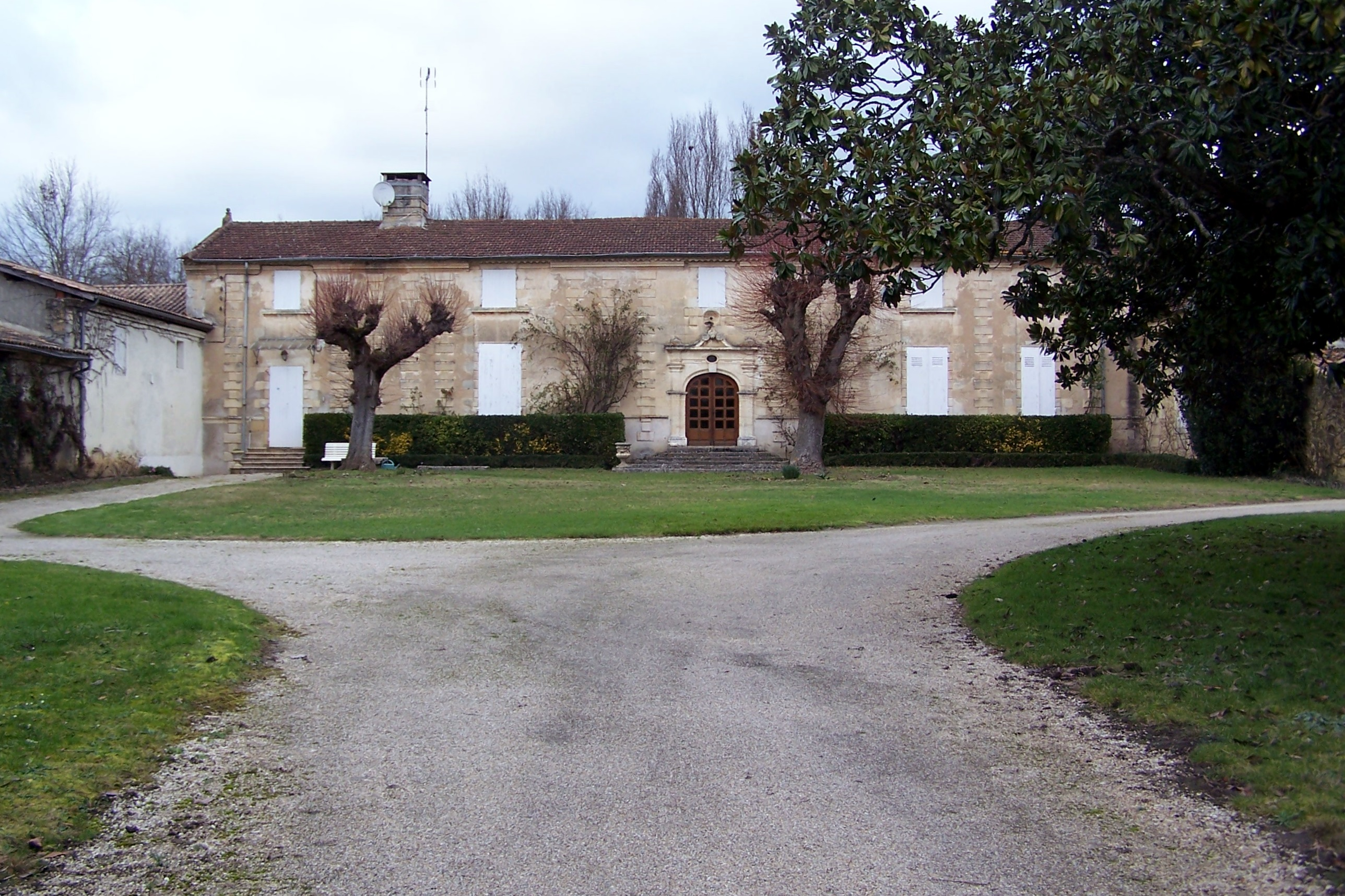
Schloss und Domäne Bellecroix